# Montañas Yan
Las montañas Yan (en chino, 燕山; pinyin, Yanshan; literalmente, ‘montaña golondrina’) son una serie de montañas de Asia Oriental que delimitan la llanura del Norte de China, en el norte de la provincia de Hebei, República Popular de China.
La cadena se levanta entre el río Chaobai, en el oeste, y el famoso paso Shanhai de la Gran Muralla China, en el este. Se compone en su mayoría de piedra caliza, granito y basalto. Su altitud varía desde 400 hasta 1000 metros. El pico principal, el monte Wuling, es de 2.116 m sobre el nivel del mar, está situado al norte del condado de Xinglong, Chengde, en Hebei. La cadena tiene muchos pasos estrechos, como el paso Gubei y el paso Xifeng entre otros. El tramo oriental de la Gran Muralla china, incluyendo Badaling en el norte de Pekín, se puede encontrar en las montañas de Yan. Las montañas son también una puerta de entrada de tráfico importante entre el norte y el sur. La Reserva Natural Monte Wuling se localiza aquí.
- Datos: Q1330555
- Multimedia: Yan Mountains / Q1330555